# Lista de metropolitas da Moldávia
Lista de metropolitas da Moldávia (até 1950, depois da Moldávia e Suceava, a partir de 1990 da Moldávia e Bucovina).

## Metropolitas da Moldávia
- Teodósio (1386)
- Jeremias (1387-1401)
- José Musat (1401-?)
- Damião (1437-1447)
- Joaquim (1447-1455)
- Teoctisto I (1455-1477)
- Jorge I de Neamt (1477-1508)
- Teocisto II (1509-1528)
- Calistrato (1528-1530)
- Teófano I (1530-1546)
- Gregório Rosca (1546-1551)
- Jorge II de Bistrita (1551-1552)
- Gregório II de Neamt (1552-1564)
- Teófano II (1564-1572)
- Anastácio (1572-1578)
- Teófano II (1578-1579)
- Nicanor (1579-1582)
- Teófano II (1582-1588)
- Jorge III Movila (1588-1591)
- Nicanor (1591-1594)
- Mardário (1595)
- Jorge III Movila (1595-1600)
- Dionísio Ralli, o Paleólogo (1600)
- Jorge III Movila (1601-1605)
- Teodósio Barbovschi (1605-1608)
- Anastácio Crimca (1608-1617, 1619-1629)
- Anastácio II (1629-1632)
- Barlaão (1632-1653)
- Gideão (1653-1659)
- Saba (1659-1666)
- Gideão (1670-1671)
- Dosoftei (1671-1674; 1675-1686)
- Teodósio de Brazi (1674-1675)
- Calistrato Vartic (1686-1689)
- Sava de Roman (1689-1701)
- Misail (1701/1702 - 1708)
- Gideão (1708-1722)
- Jorge IV (1722-1730)
- Antônio Putneanul (1730-1740)
- Nicéforo (1740-1750)
- Jacé Putneanul (1750-1760)
- Gabriel Callimachi (1761-1786)
- Leão Gheuca (1786-1788)
- Ambrósio Serebrenicove (1788-1792)
- Jacó Stamati (1792-1803)
- Veniamin Costache (1803-1808, 1812-1821, 1823-1842)
- Meletie Lefter (1844 - 1848)
- Sofrônio Miclescu (1851-1860)
- Calínico Miclescu (1865-1875)
- José Naniescu (1875-1902)
- Clinceni Partnership (1902-1908)
- Pimen Georgescu (1909-1934)
- Nicodim Munteanu (1934-1939)
- Irineu Mihalcescu (1939-1947)
- Justiniano Marina (1947-1948)

## Metropolitas da Moldávia e Suceava
- Sebastião Rusan (1950-1956)
- Justino Moisescu (1957-1977)
- Teoctisto Arăpașu (1977-1986)

## Metropolitas da Moldávia e Bucovina
- Daniel Ciobotea (1990-2007)
- Teofanes Savu (2008-presente)